# Winning Jah

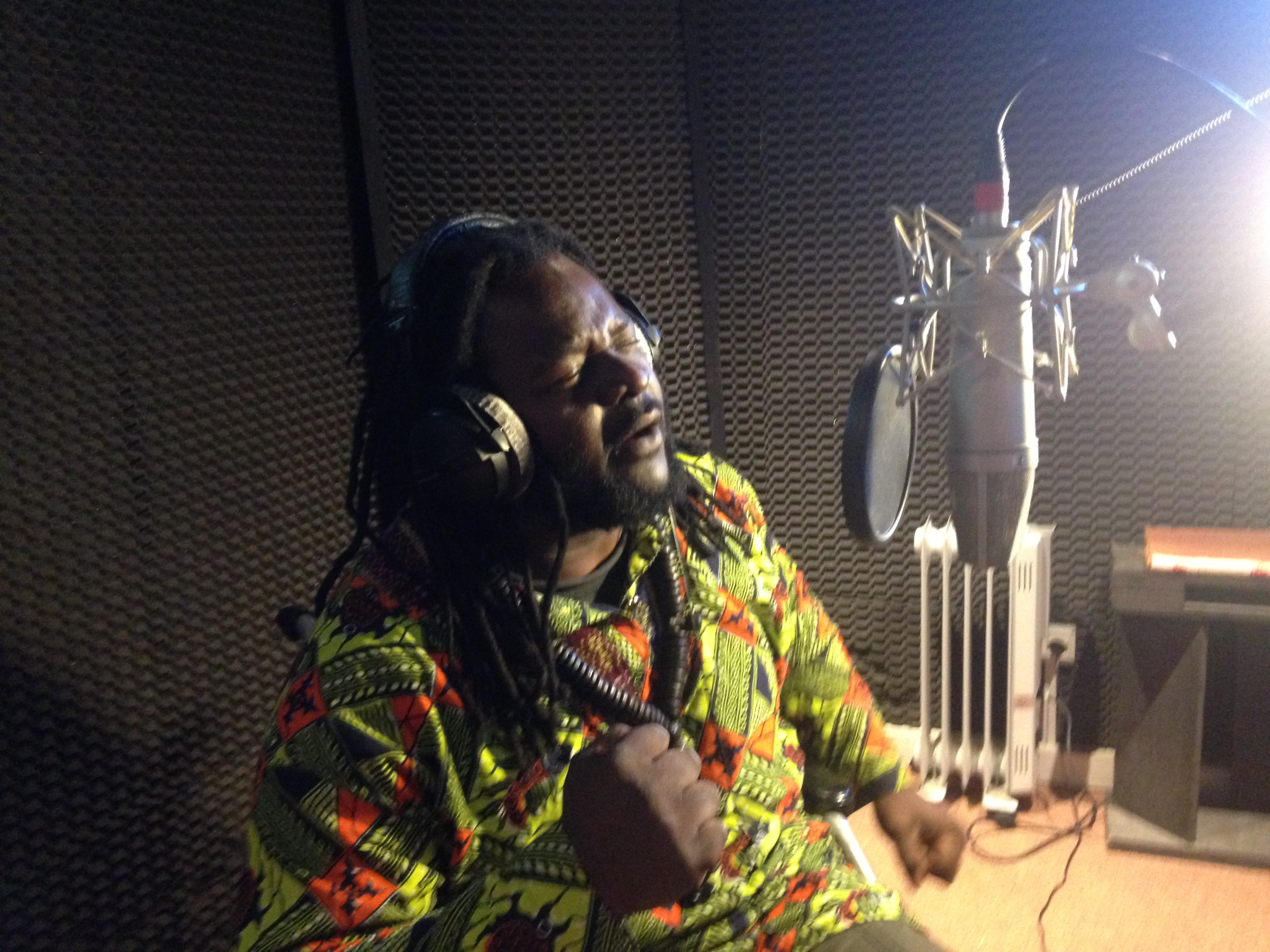
Winning Jah

Winning Jah, eigentlich Kingsley Eno Osagie, (* 12. Dezember 1973 in Kano, Nigeria) ist ein nigerianischer Reggae-Musiker und Songschreiber. Sein bekanntestes Album ist „Big Man“, welches über 650.000 Mal verkauft wurde. In Nigeria gilt Winning Jah als „Nigeria King of Reggae“ (nigerianischer König des Reggae).

## Biografie
Als fünftes von zehn Kindern wurde Winning Jah in Kano geboren und wuchs in Benin City auf. Im Alter von sechs Jahren wurde er Leadsänger der Band „Emababa Reggae Group“, die von Winning Jahs Mutter gegründet war. Sie spielten bei verschiedenen sozialen Veranstaltungen und gewannen Ende 1989, bevor die Band sich auflöste und Winning Jah als Solokünstler begann, den renommierten „John Player Goldleaf Award“ für den Besten New Act und waren die erste Kinder-Reggae-Gruppe im Land.
Winning Jah tourte durch einige Länder und trat bei großen nationalen und internationalen Festivals auf, neben Musikern wie Luciano, Baba Sissoko, Ky-Mani Marley, Jahcoustix,
Er eröffnete Gedenkkonzerte für Miriam Makeba, Fela Kuti und Alpha Blondy. Er veröffentlichte drei Alben. 2016 veröffentlichte er sein zweites Album mit dem Titel „Nouveau Business“. Das Album erfuhr positive Resonanz in Italien und Nigeria. Der fünfte Titel „Deep Sea“ wurde dort zu einer Art Nationalhymne und wurde für den Amnesty-International-Musikpreis nominiert. 2017 veröffentlichte Winning Jah ein weiteres Album mit dem Titel „Africa Inside Me“, mit Bob Marley und dessen Sohn Stephen Marley. Das Lied „Trust“ erschien vielfach bei verschiedenen mixed tapes internationaler DJs, zwei Tage nachdem es von VP Records VPAL veröffentlicht wurde.
2018 berichtet eine nigerianische Zeitung, dass der Sänger vom Rastafari-Glauben zu seiner selbst gegründeten Religion „WinningJahrian“ konvertiert sei.

## Diskografie

### Alben
- Big Man (1990)
- Nouveau Business (2016)
- Africa Inside Me (2017)

### Singles
- Djembejazz (2014)
- To Whom It May Concern (2015)
- C KRIT(2016)
- Now I KNOW (Made In Africa version featuring Stephen Marley (2017))
- Rude Boy  (2017)